# Baccaurea motleyana
Baccaurea motleyana là một loài thực vật có hoa trong họ Diệp hạ châu. Loài này được Johannes Müller Argoviensis mô tả khoa học đầu tiên năm 1866.

## Hình ảnh

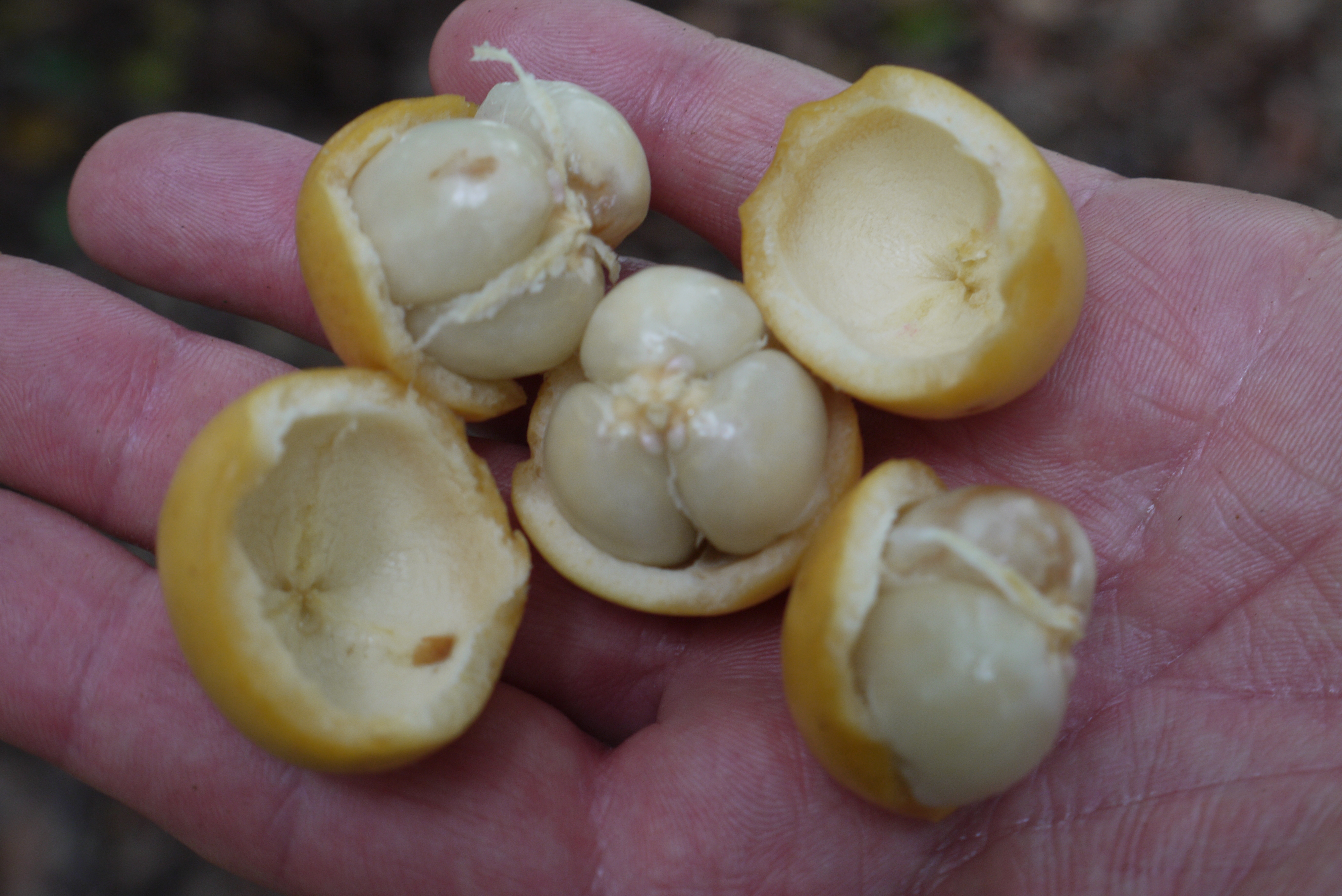
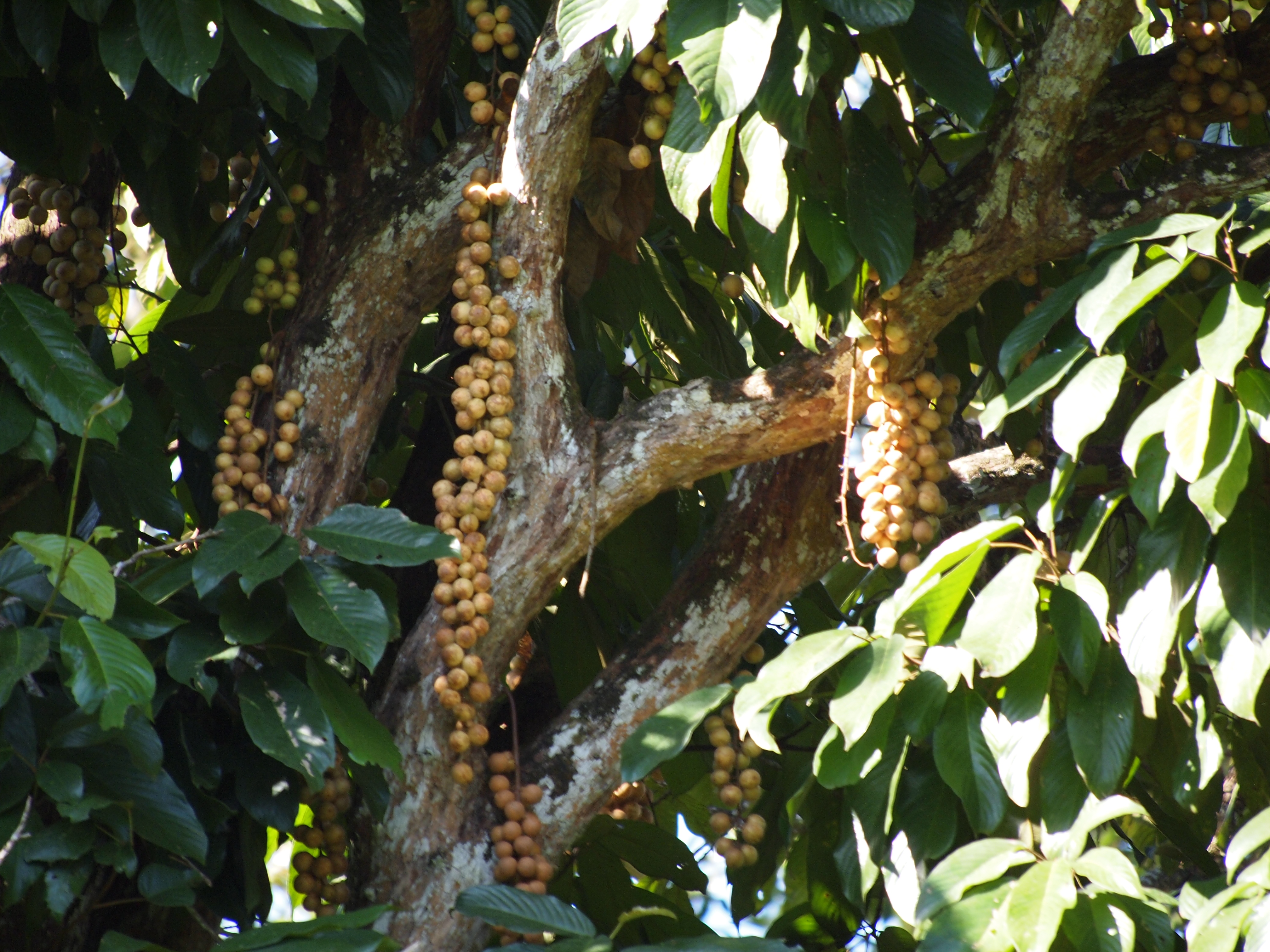
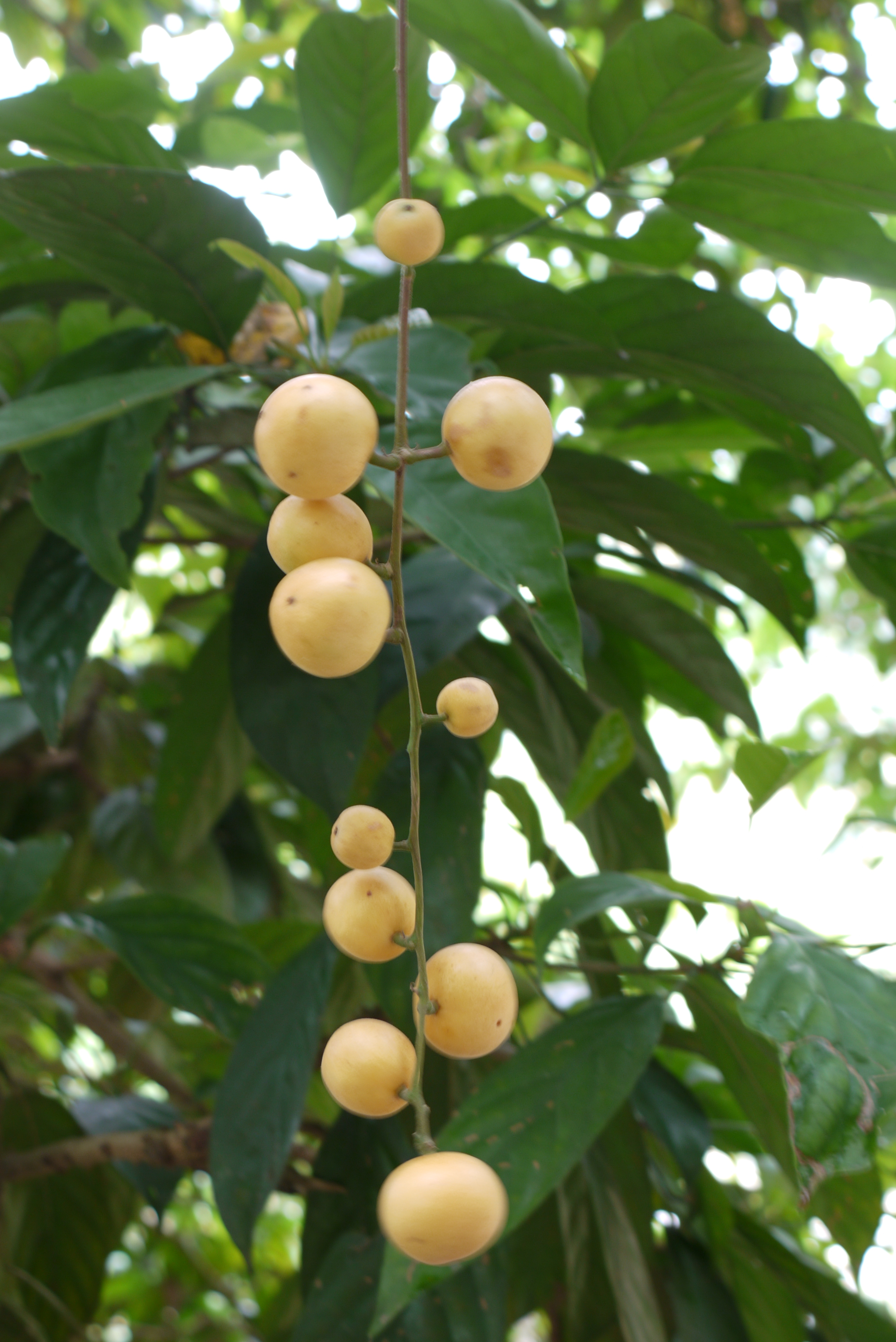
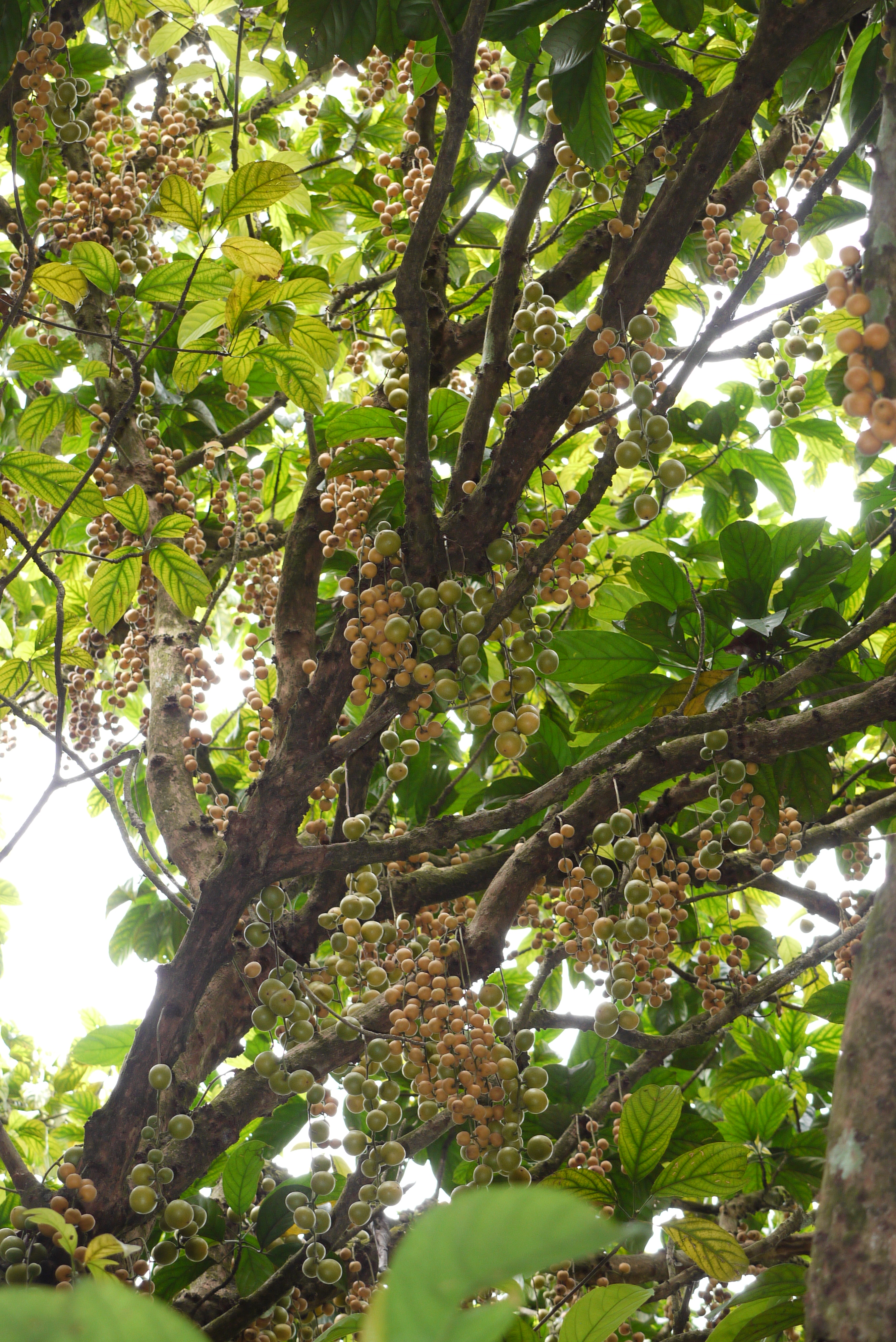